# ميخايلو أولكسندروفيتش ماكسيموفيتش
ميخايلو أولكسندروفيتش ماكسيموفيتش (بالألمانية: Mychajlo Oleksandrowytsch Maksymowytsch، بالأوكرانية: Михайло Олександрович Максимович، بالإنجليزية: Mykhailo Oleksandrovych Maksymovych، بالروسية: Михаи́л Алекса́ндрович Максимо́вич، بالفارسية: میخایلو ماکسیموویچ، بالفرنسية: Mikhaïl Alexandrovitch Maximovitch)، (3 سبتمبر 1804 - 10 نوفمبر 1873) كان أستاذًا في علم النبات ومؤرخًا وكاتبًا أوكرانيًا في الإمبراطورية الروسية من أصل قوزاقي.
ساهم ميخايلو أولكسندروفيتش ماكسيموفيتش في علوم الحياة، وخاصة علم النبات وعلم الحيوان، وفي اللسانيات والتراث الشعبي ووصف الشعوب والتاريخ والدراسات الأدبية وعلم الآثار.
في 1871، انتخب عضوا مراسلا في الأكاديمية الروسية للعلوم، قسم اللغة والأدب الروسي، كما كان عضوًا في جمعية نسطور المؤرخ التاريخية التي كانت موجودة في كييف في الفترة من 1872 إلى 1931.